# PSA Tour
Il PSA Tour è il settimo tour delle Fifth Harmony e il loro secondo tour mondiale. Le ragazze il 9 agosto 2017, dopo aver annunciato l'imminente album Fifth Harmony in arrivo, annunciano anche il tour per promuovere l'album. Comincia nel Sud America con un totale di 10 show, per poi passare in Asia, con un totale di 9 show. Le ragazze, dopo aver deciso di prendersi una pausa dal gruppo, decidono di aggiungere altri concerti in Hollywood, Florida e interrompere la tournee.